# Výchavky
Výchavky (ucraniano: Ви́чавки) es un pueblo de Ucrania, constituido administrativamente como una pedanía del asentamiento de tipo urbano de Demýdivka, en el raión de Dubno de la óblast de Rivne.
En 2001, el pueblo tenía una población de 213 habitantes.
Se encuentra a unos 6 km al noroeste de la capital municipal Demýdivka, junto a la orilla occidental del río Styr.

## Historia
Antes de la formación del actual municipio de Demýdivka en 2016, el pueblo era una pedanía del consejo rural de Jrínnyky en el raión de Demýdivka.